# Naucalpan de Juárez
Naucalpan de Juárez, eller enbart Naucalpan, är en stad och huvudort i Naucalpan de Juárez kommun i delstaten Mexiko i Mexiko. Den sydvästra delen av Naucalpan de Juárez ligger dock i grannkommunen Huixquilucan eftersom staden har vuxit sig större än sin egen kommun. Naucalpan ingår i Mexico Citys storstadsområde och ligger precis nordväst om Mexico City, men städerna har sedan länge vuxit ihop. Mexico Citys tunnelbana går till stationen Cuatros Caminos i östra delen av staden. 
Naucalpan de Juárez är kanske mest känt för stadsdelen Ciudad Satélite. Andra stadsdelar är Alce Blanco, Boulevares, Echegaray, San Francisco Cuautlalpan, Lomas Verdes, San Mateo Nopala och Santa Cruz Acatlán.
Staden hade över båda kommunerna totalt 911 168 invånare vid folkmätningen 20 med 776 220 invånare i Naucalpán de Juarez kommun och 134 948 i Huixquilucan kommun.
Namnet Naucalpan kommer från aztekernas språk nahuatl och betyder ungefär 'Fyra hus'. I Naucalpan finns fribrottningsarenan Arena Naucalpan.

## Galleri

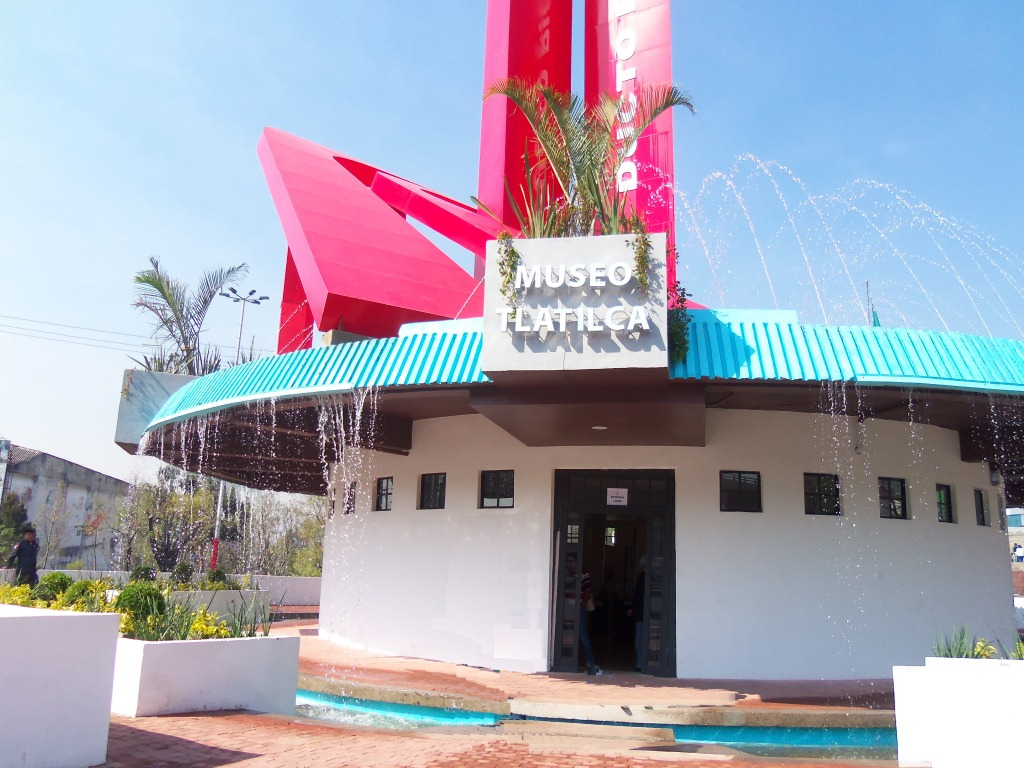
Museo Tlatilca
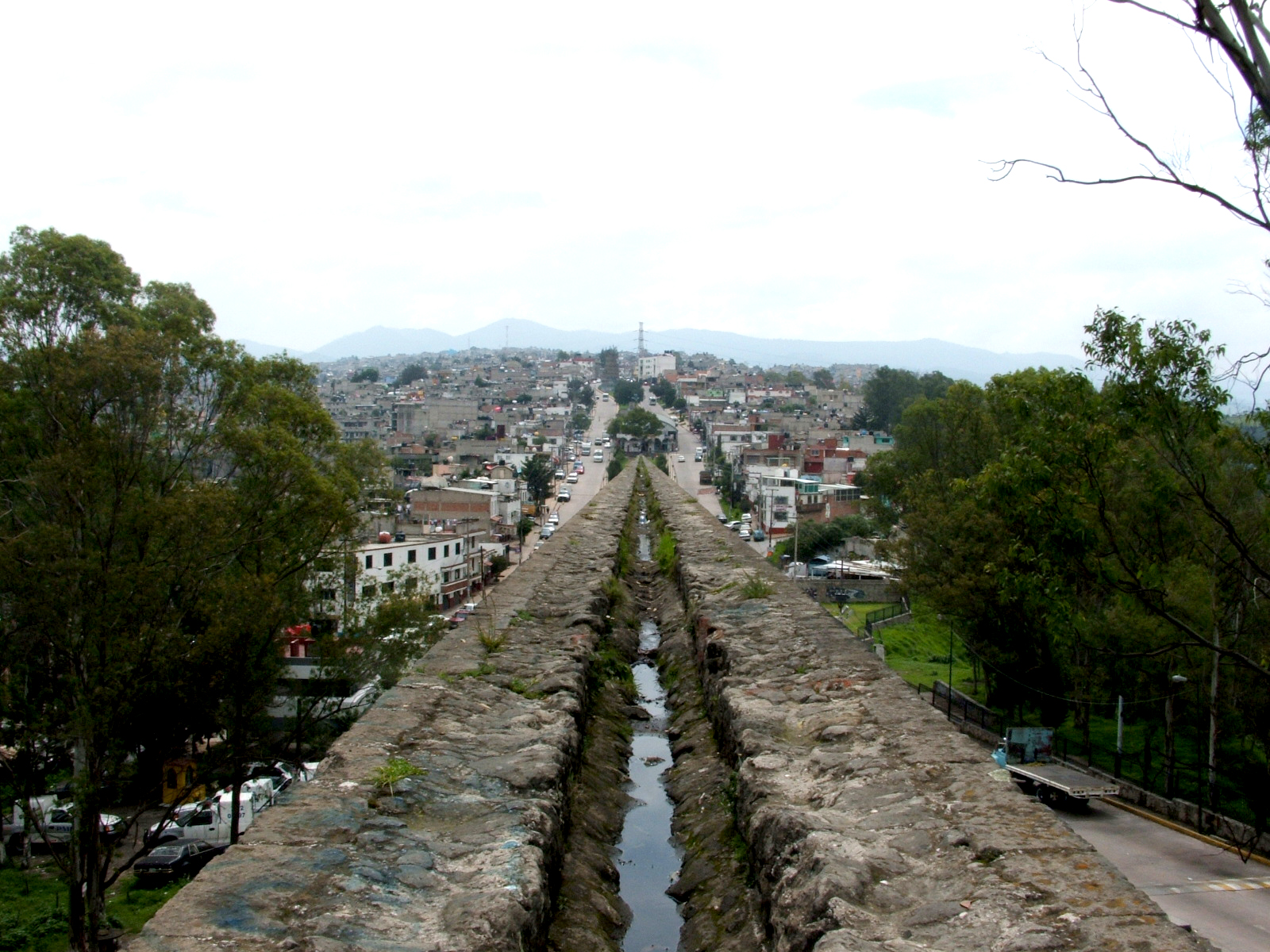
Akvedukten Acueducto de los Remedios.
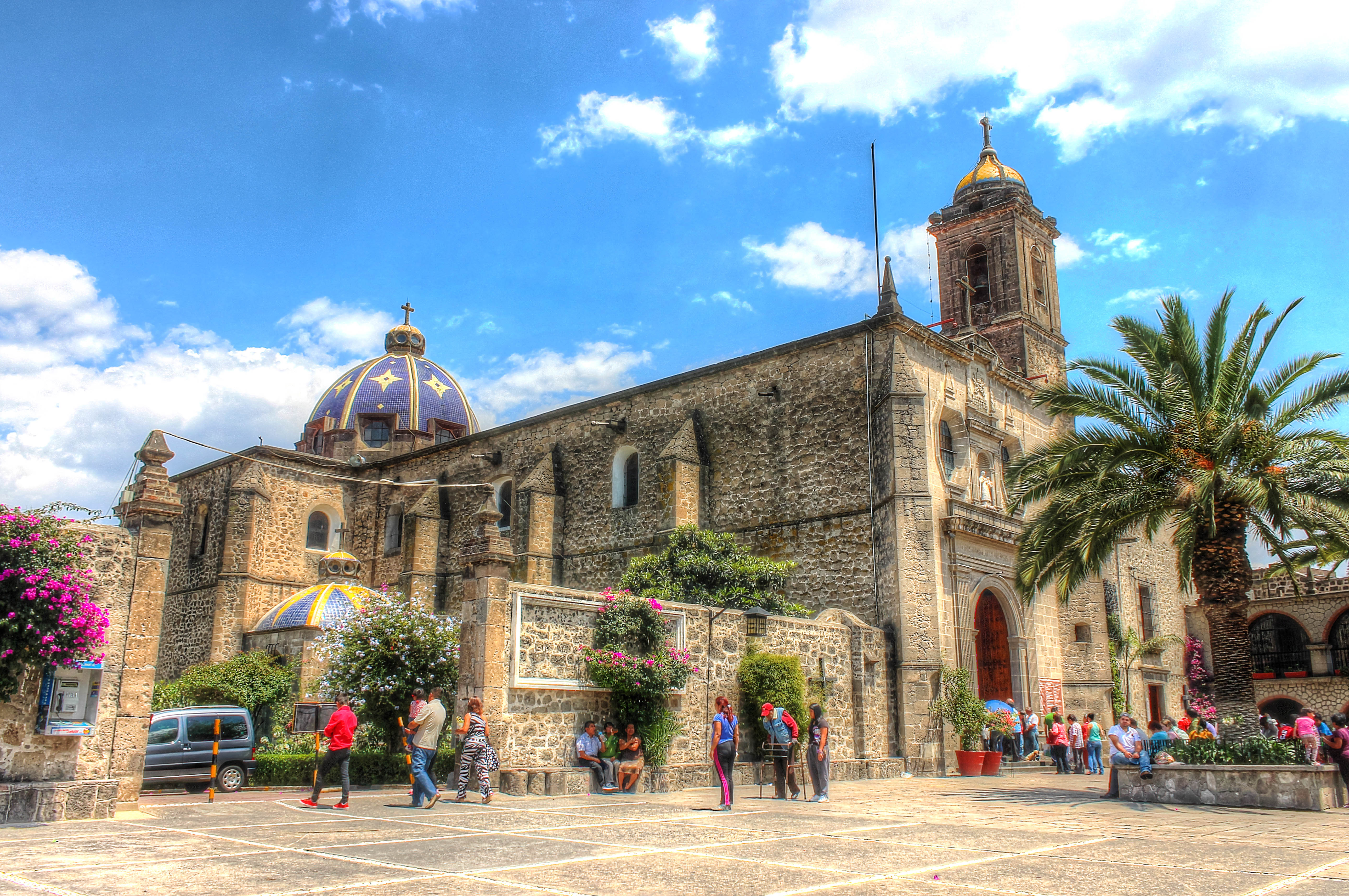
Basílica de Nuestra Señora de los Remedios
Stadsdelen La Mancha.
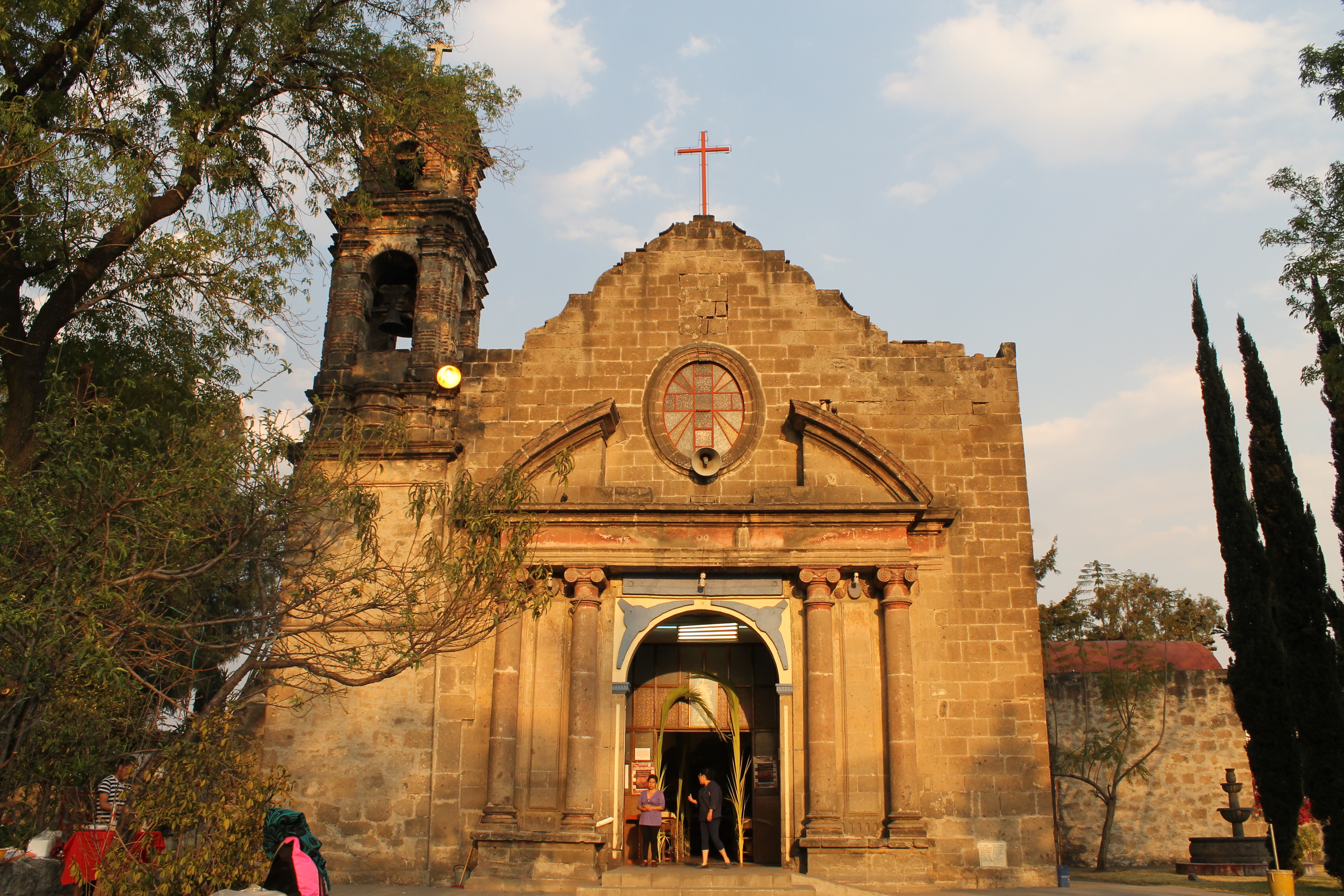
Kyrkan San Luis Tolosa.